# Chromolaena bullata
Chromolaena bullata es una especie planta con flor (Angiospermae) de la familia Asteraceae. Es endémica de Colombia.

## Taxonomía
Chromolaena bullata fue descrita por Friedrich Wilhelm Klatt bajo el nombre de Eupatorium bullatum y publicado en Botanische Jahrbücher für Systematik, Pflanzengeschichte und Pflanzengeographie 8:34, 1886.
Etimología

Chromolaena: nombre genérico que deriva de las palabras griegas: χρῶμα (croma), que significa "de color", y λαινα (laena), que significa "manto". Se refiere a los colores de los filarios de algunas especies.
bullata: del latín bullatus que significa "inflado", hace alusión al haz foliar, con proyecciones en forma de ampollas. 

## Descripción
Arbusto de hasta 2 m de altura. Ramas cilíndricas color Vinotinto o violeta, con indumento piloso. Hojas pecioladas; lámina coriácea, ovada, ápice agudo u obtuso, base cordada, margen entero y revoluto; haz bullada y con indumento escabroso; envés piloso, glanduloso. Sinflorescencias corimbosas. Capítulos pedicelados, sostenidos por una bráctea angostamente ovada. Involucro cilíndrico; filarias ovadas, angostamente ovadas u oblongas, con ápice agudo, obtuso o redondeado, con margen ciliada. Receptáculo epaleáceo (sin páleas). Flósculos con corola tubular, blanca, con abundantes tricomas glandulosos en el exterior. Aquenios con 5-6 costillas setosas, papus con 40-50 cerdas.

## Distribución
Es endémica de Colombia. Se reporta en la región Andina de los departamentos de Cundinamarca y Boyacá. Existen registros aislados en el Valle del Cauca.